# 清水鱼属
清水鱼属（学名：Qingshuiaspis）是真盔甲鱼目的一属。

## 下属物种
本属包括以下物种：
- 俊卿清水鱼 Qingshuiaspis junqingi Shan, Gai, Lin, Chen, Zhu & Zhao, 2022[1]种名以古脊椎所古鱼类学家王俊卿的名字命名，以致敬他为中国古生代古鱼类研究做出的重要贡献。[2]